# William Plumer
William Plumer, född 25 juni 1759 i Newburyport, Massachusetts, död 22 december 1850 i Epping, New Hampshire, var en amerikansk politiker och predikant.
Plumer representerade delstaten New Hampshire i USA:s senat 1802-1807. Han var guvernör i New Hampshire 1812-1813 och 1816-1819.
Plumer flyttade 1768 till New Hampshire med sina föräldrar. Han var verksam som baptistisk lekmannapredikant och som advokat. Han gick med i Federalistiska partiet. Han efterträdde 1802 James Sheafe som senator. Han efterträddes 1807 av Nahum Parker.
Plumer bytte parti till demokrat-republikanerna. Han efterträdde 1812 John Langdon som guvernör. Han efterträddes året efter av John Taylor Gilman. Plumer tillträdde 1816 på nytt som guvernör. Han efterträddes 1819 av Samuel Bell.
President James Monroe fick en förkrossande majoritet av rösterna i presidentvalet i USA 1820. Det fanns inga officiella motkandidater men trots detta röstade en trolös elektor mot honom i elektorskollegiet. Det var William Plumer som hade lovat stödja Monroe men röstade ändå på John Quincy Adams. I vicepresidentvalet fanns det hela fjorton elektorer som röstade på någon annan kandidat än ämbetsinnehavaren Daniel D. Tompkins. Richard Stockton fick åtta röster. Alla fyra elektorerna från Delaware röstade på Daniel Rodney och en elektor från Maryland röstade på Robert Goodloe Harper. Plumer, som var speciellt kritisk till Tompkins prestation som vicepresident, var ensam om att rösta på Richard Rush. Plumer kommenterade angående vicepresidentens enda officiella uppdrag som senatens talman att även i det uppdraget var Tompkins "frånvarande nästan tre fjärdedelar av tiden".
Plumer var den äldsta då levande före detta senatorn efter Asher Robbins död år 1845. Plumer avled 91 år gammal och gravsattes på familjekyrkogården i Epping.